# Supermarine Seafire
De Supermarine Seafire is een variant op de Spitfire, maar is in tegenstelling tot deze geschikt om te jagen boven zee en aangepast aan inzet vanaf een vliegdekschip.
Er werden 2.594 stuks van gebouwd.

## Geschiedenis
De Britse Admiraliteit toonde voor het eerst interesse om een Spitfire aangepast voor een vliegdekschip te bouwen in mei 1938 tijdens een bijeenkomst met Richard Fairey van  Fairey Aviation Company. Het bedrijf stelde voor een dergelijk toestel te ontwerpen en bouwen. Het specifieke voorstel werd evenwel niet weerhouden en het project was meer dan een jaar van tafel.
In de plaats kocht de Fleet Air Arm Blackburn B-25 Roc- en Gloster Sea Gladiator-toestellen maar beide waren absoluut niet geschikt voor de opdracht.